# Šťastná hvězda
Šťastná hvězda (v anglickém originále The Star) je americký animovaný film z roku 2017, který režíroval Timothy Reckart. Film je založen na Slavnosti Narození Páně od Toma Sheridaan. Scénář napsali Carlos Kotkin a Simon Moore. Produkce filmu se ujalo Sony Pictures Animation spolu s Walden Media, Affirm Films a The Jim Henson Company. Hlavní postavy dabovali Steven Yeun, Gina Rodriguez, Zachary Levi, Keegan-Michael Key, Kelly Clarkson, Patricia Heaton, Kristin Chenoweth, Tracy Morgan, Tyler Perry a Oprah Winfrey.
Film by v USA vydán 17. listopadu 2017 společností Columbia Pictures.

## Synopse
Film se zaměřuje na osla Bo (Boaze) a jeho zvířecí kamarády, kteří se stanou nevyslovenými hrdiny prvních Vánoc. Bo je ztotožněný s oslíkem, který podle legendy svým dechem zahříval malého Ježíška v betlémských jesličkách, dalšími hrdiny filmu jsou holub David, ovečka Ruth a velbloudi tří králů, kteří společně chrání Josefa, Pannu Marii (a nenarozeného Ježíška) před úklady krále Heroda a jeho žoldáka se dvěma loveckými psy.

## Ocenění a nominace
| Ocenění      | Datum ceremoniálu | Kategorie              | Nominovaný | Výsledek |
| ------------ | ----------------- | ---------------------- | ---------- | -------- |
| Zlatý glóbus | 7. ledna 2018     | Nejlepší původní píseň | „The Star“ | nominace |